# 磷脂酶

磷脂酶的剪切位置。這個可以使PLA1和PLA2有活性的酵素稱為 磷脂酶 B。

磷脂酶（英語：Phospholipase）是一種將磷脂質水解為脂肪酸及親脂性物質的酵素。磷脂酶主要依據其催化反應的對象分為四類，即磷脂酶A、B、C、D四种。

## 磷脂酶A
磷脂酶A1－切SN-1醯基
磷脂酶A2－切SN-2醯基，放出花生四烯酸

## 磷脂酶B
磷脂酶B－切SN-1及SN-2的醯基；也稱作溶血磷脂酶。

## 磷脂酶C
磷脂酶C，連結g蛋白的受體被活化之後，受體上的g蛋白進而活化磷脂C，磷脂C可使細胞膜上的磷脂酰肌醇-4,5-二磷酸水解，成為三磷酸肌醇及二醯甘油。磷脂酶C－切的位置在磷酸鹽基團前，並釋放出二酸甘油酯及一個前端含有磷酸根的基團。磷脂酶C在訊息傳遞扮演重要的角色，放出第二信使:肌醇三磷酸。

## 磷脂酶D
磷脂酶D－切的位置在磷酸鹽基團後，釋放出磷脂酸及醇。
磷脂酶C及磷脂酶D都被認為是磷酸二脂酶。磷脂酶A2作用在完整的卵磷脂分子上，並水解在第二個碳上被脂化的脂肪酸，產生lysolecithin及一的脂肪酸。磷脂酶A2存在於蜂族及蝰蛇科的毒液。